# Jessica Hausner

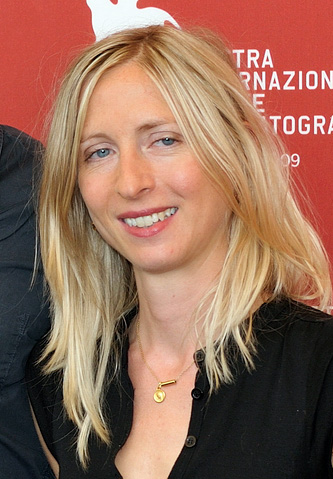
Jessica Hausner în 2009

Jessica Hausner (n. 6 octombrie 1972, Viena, Austria) este o regizoare de film și scenaristă austriacă. A intrat în atenția cinematografiei internaționale în 2001, când filmul ei Lovely Rita, un portret al unei fetițe care se simte limitată de constrângerile familiale, a fost vizionat în secțiunea Un Certain Regard la Festivalul Internațional de Film de la Cannes din 2001. Trei ani mai târziu a revenit la Cannes cu filmul său Hotel (2004). Filmul ei din 2014, Amour Fou, a fost selectat pentru a concura în secțiunea Un Certain Regard la Festivalul Internațional de Film de la Cannes din 2014.
Jessica Hausner este fiica pictorului vienez Rudolf Hausner, sora designerului de costume Tanja Hausner și sora vitregă a designerului și pictorului Xenia Hausner. A studiat la Filmacademy Vienna. Împreună cu regizorii Barbara Albert și Antonin Svoboda și directorul de imagine Martin Gschlacht, a înființat compania de producție vieneză coop99 în anul 1999. În 2017 ea a fost numită membră a Academiei Americane a Artelor și Științelor Filmului.
În 2002 a fost membră a juriului la cea de-a 24-a ediție a Festivalului Internațional de Film de la Moscova. În 2016, a fost membră a juriului pentru secțiunea Un Certain Regard a Festivalului de Film de la Cannes din 2016.
În 2006, a creat videoclipul publicitar al Festivalului de Film de la Graz, Diagonale. Jessica Hausner are un copil și locuiește în Viena.

## Filmografie
- Flora (scurtmetraj, 1995)
- Inter-View (1999)
- Lovely Rita (2001)
- Hotel (2004)
- Schläfer (Agent în adormire, 2005 - producătoare, regizor: Benjamin Heisenberg)
- Toast (2006)
- Reclaim Your Brain - Reclamați-vă creierul (2007 - producătoare, regizor: Hans Weingartner)
- Lourdes (2009)
- Amour Fou (2014)
- Little Joe - Micul Joe (2019)